# DJ Piligrim
DJ Piligrim (bürgerlicher Name: usbekisch Ilhom Yoʻlchiyev, russisch Ильхом Юльчиев, transkribiert Ilchom Jultschijew, * 10. Juni 1976 in Taschkent, Usbekische SSR) ist ein usbekischer DJ und Sänger.

## Leben
Yoʻlchiyev studierte an der O'zbek Davlat Jahon Tillari Universiteti in Taschkent. Nach dem Abschluss im Jahr 1998 widmete er sich verstärkt der Pop- und Dance-Musik. Noch im selben Jahr brachte DJ Piligrim sein Debütalbum Nocherom Vecherom Kecherem heraus, im Jahr darauf hatte er in Taschkent sein erstes großes Konzert. Daraufhin wurde der Künstler auf eine Auslandstour eingeladen.
DJ Piligrim, der neben seiner Muttersprache auch auf Russisch singt, erfreut sich in ganz Zentralasien einer großen Beliebtheit. Im russischsprachigen Raum wurde er einem breiten Publikum bekannt durch den Song Ты меня забудь (Ty menja sabud', dt. Vergiss mich) aus dem Jahr 2009.

## Alben
- 1998: Nocherom, vecherom, kecherom
- 1999: Ангел печали (Angel pechali, Qaygʻu farishtasi)
- 2001: Национальность - люди (Natsionalnost - lyudi, Millati - odamzot)
- 2009 Ты меня... (Ty menya)
- 2011 ONE WAY
- 2011 C-ENERGY
- 2011 ON LINE
- 2015 День то или ночь (Den to ili noch)
- 2016 АХИМСА
- 2016 OM